# مارتن كراوس (لاعب كرة قدم)
مارتن كراوس (بالتشيكية: Martin Kraus)‏ (30 مايو 1992 بالتشيك - ) هو لاعب كرة قدم تشيكي في مركز الوسط. شارك مع منتخب التشيك تحت 19 سنة لكرة القدم. أما مع النوادي، فقد لعب مع بوهيميانز 1905 وغرافين فالشيم ‏ ونادي بريبرام.

## وصلات خارجية
- مارتن كراوس على موقع الاتحاد التشيكي (الإنجليزية)
- مارتن كراوس على موقع قاعدة بيانات كرة القدم.إي يو (الإنجليزية)
- مارتن كراوس على موقع Soccerway.com (الإنجليزية)
- مارتن كراوس على موقع عالم كرة القدم.نت (الإنجليزية)